# Chris Tomlin/Diskografie
Diese Diskografie ist eine Übersicht über die musikalischen Werke des US-amerikanischen christlichen Popsängers Chris Tomlin. Den Schallplattenauszeichnungen zufolge hat er bisher mehr als 20 Millionen Tonträger verkauft. Seine erfolgreichsten Veröffentlichungen sind die Singles Good Good Father und Amazing Grace (My Chains Are Gone) mit je über zwei Millionen verkauften Einheiten.

## Alben

### Studioalben
| Jahr | Titel                                | Höchstplatzierung, Gesamtwochen, AuszeichnungChartplatzierungen (Jahr, Titel, Platzierungen, Wochen, Auszeichnungen, Anmerkungen) | Höchstplatzierung, Gesamtwochen, AuszeichnungChartplatzierungen (Jahr, Titel, Platzierungen, Wochen, Auszeichnungen, Anmerkungen) | Anmerkungen                                                    |
| Jahr | Titel                                | US | Christ | Anmerkungen                                                    |
| ---- | ------------------------------------ | --- | --- | -------------------------------------------------------------- |
| 1995 | Inside Your Love                     | — | — | Erstveröffentlichung: 1995                                     |
| 1998 | Authentic                            | — | — | Erstveröffentlichung: 1. September 1998                        |
| 1998 | Too Much Free Time                   | — | — | Erstveröffentlichung: 1998 mit Ross King                       |
| 2001 | The Noise We Make                    | — | — | Erstveröffentlichung: 1. März 2001                             |
| 2002 | Not to Us                            | US161 (1 Wo.)US | Christ13 (7 Wo.)Christ | Erstveröffentlichung: 29. August 2002                          |
| 2004 | Arriving                             | US39 Platin · (44 Wo.)US | Christ3 (104 Wo.)Christ | Erstveröffentlichung: 21. September 2004 Verkäufe: + 1.000.000 |
| 2006 | See the Morning                      | US15 Platin · (67 Wo.)US | Christ1 (78 Wo.)Christ | Erstveröffentlichung: 26. September 2006 Verkäufe: + 1.000.000 |
| 2008 | Hello Love                           | US9 Gold · (73 Wo.)US | Christ1 (78 Wo.)Christ | Erstveröffentlichung: 2. September 2008 Verkäufe: + 500.000    |
| 2010 | And If Our God Is for Us …           | US17 Gold · (47 Wo.)US | Christ1 (79 Wo.)Christ | Erstveröffentlichung: 16. November 2010 Verkäufe: + 500.000    |
| 2013 | Burning Lights                       | US1 Gold · (42 Wo.)US | Christ1 (74 Wo.)Christ | Erstveröffentlichung: 8. Januar 2013 Verkäufe: + 500.000       |
| 2014 | Love Ran Red                         | US8 (31 Wo.)US | Christ1 (87 Wo.)Christ | Erstveröffentlichung: 27. Oktober 2014                         |
| 2016 | Never Lose Sight                     | US6 Gold · (10 Wo.)US | Christ1 (192 Wo.)Christ | Erstveröffentlichung: 21. Oktober 2016 Verkäufe: + 500.000     |
| 2018 | Holy Roar                            | US103 (2 Wo.)US | Christ3 (55 Wo.)Christ | Erstveröffentlichung: 26. Oktober 2018                         |
| 2020 | Chris Tomlin & Friends               | US60 (2 Wo.)US | Christ1 (100 Wo.)Christ | Erstveröffentlichung: 31. Juli 2020                            |
| 2021 | Emmanuel: Christmas Songs of Worship | — | Christ18 (13 Wo.)Christ | Erstveröffentlichung: 24. September 2021                       |
| 2022 | Always                               | — | Christ2 (107 Wo.)Christ | Erstveröffentlichung: 9. September 2022                        |

### Livealben
| Jahr | Titel                                            | Höchstplatzierung, Gesamtwochen, AuszeichnungChartplatzierungen (Jahr, Titel, Platzierungen, Wochen, Auszeichnungen, Anmerkungen) | Höchstplatzierung, Gesamtwochen, AuszeichnungChartplatzierungen (Jahr, Titel, Platzierungen, Wochen, Auszeichnungen, Anmerkungen) | Anmerkungen                                               |
| Jahr | Titel                                            | US | Christ | Anmerkungen                                               |
| ---- | ------------------------------------------------ | --- | --- | --------------------------------------------------------- |
| 2005 | Live from Austin Music Hall                      | — | Christ11 (21 Wo.)Christ | Erstveröffentlichung: 27. Dezember 2005                   |
| 2009 | Glory in the Highest: Christmas Songs of Worship | US19 Gold · (47 Wo.)US | Christ2 (23 Wo.)Christ | Erstveröffentlichung: 6. Oktober 2009 Verkäufe: + 500.000 |
| 2015 | Adore: Christmas Songs of Worship                | US17 (18 Wo.)US | Christ1 (60 Wo.)Christ | Erstveröffentlichung: 23. Oktober 2015                    |
| 2019 | Holy Roar: Live from Church                      | — | Christ7 (2 Wo.)Christ | Erstveröffentlichung: 15. März 2019                       |

### Kompilationen
| Jahr | Titel                                          | Höchstplatzierung, Gesamtwochen, AuszeichnungChartplatzierungen (Jahr, Titel, Platzierungen, Wochen, Auszeichnungen, Anmerkungen) | Höchstplatzierung, Gesamtwochen, AuszeichnungChartplatzierungen (Jahr, Titel, Platzierungen, Wochen, Auszeichnungen, Anmerkungen) | Anmerkungen                                                 |
| Jahr | Titel                                          | US | Christ | Anmerkungen                                                 |
| ---- | ---------------------------------------------- | --- | --- | ----------------------------------------------------------- |
| 2011 | How Great Is Our God: The Essential Collection | US40 Gold · (47 Wo.)US | Christ2 (456 Wo.)Christ | Erstveröffentlichung: 11. November 2011 Verkäufe: + 500.000 |
| 2012 | Christmas Gift Pack                            | US196 (1 Wo.)US | Christ11 (8 Wo.)Christ | Erstveröffentlichung: 6. November 2012                      |

Weitere Kompilationen
- 2006: The Early Years
- 2015: 3 CD Collection
- 2017: The Ultimate Christmas Playlist

### EPs
| Jahr | Titel                             | Höchstplatzierung, Gesamtwochen, AuszeichnungChartplatzierungen (Jahr, Titel, Platzierungen, Wochen, Auszeichnungen, Anmerkungen) | Höchstplatzierung, Gesamtwochen, AuszeichnungChartplatzierungen (Jahr, Titel, Platzierungen, Wochen, Auszeichnungen, Anmerkungen) | Anmerkungen                           |
| Jahr | Titel                             | US | Christ | Anmerkungen                           |
| ---- | --------------------------------- | --- | --- | ------------------------------------- |
| 2018 | Nobody Loves Me Like You          | — | Christ20 (1 Wo.)Christ | Erstveröffentlichung: 17. August 2018 |
| 2021 | Chris Tomlin & Friends: Summer EP | — | Christ26 (1 Wo.)Christ | Erstveröffentlichung: 2. Juli 2021    |

Weitere EPs
- 2006: Made to Worship
- 2007: Top Five
- 2007: Acoustic Set
- 2007: Holiday Trio
- 2019: Is He Worthy
- 2019: Christmas Day: Christmas Songs of Worship
- 2020: Miracle of Love: Christmas Songs of Worship

## Singles

### Als Leadmusiker
| Jahr | Titel Album                                                                         | Höchstplatzierung, Gesamtwochen, AuszeichnungChartplatzierungen (Jahr, Titel, Album, Platzierungen, Wochen, Auszeichnungen, Anmerkungen) | Höchstplatzierung, Gesamtwochen, AuszeichnungChartplatzierungen (Jahr, Titel, Album, Platzierungen, Wochen, Auszeichnungen, Anmerkungen) | Anmerkungen                                                                                        |
| Jahr | Titel Album                                                                         | US | Christ | Anmerkungen                                                                                        |
| --- | ----------------------------------------------------------------------------------- | --- | --- | -------------------------------------------------------------------------------------------------- |
| 2003 | Famous One Not to Us                                                                | — | Christ40 (1 Wo.)Christ | |
| 2003 | Expressions of Your Love Wait for Me: The Best from Rebecca St. James               | — | Christ32 (4 Wo.)Christ | mit Rebecca St. James                                                                              |
| 2004 | Indescribable Arriving                                                              | US— GoldUS | Christ3 (34 Wo.)Christ | Verkäufe: + 500.000                                                                                |
| 2005 | Holy Is the Lord Arriving                                                           | US— GoldUS | Christ2 (35 Wo.)Christ | Verkäufe: + 500.000                                                                                |
| 2005 | How Great Is Our God Arriving                                                       | US— PlatinUS | Christ1 (39 Wo.)Christ | Verkäufe: + 1.000.000                                                                              |
| 2005 | Angels We Have Heard on High –                                                      | — | Christ5 (5 Wo.)Christ | |
| 2006 | Made to Worship See the Morning                                                     | — | Christ1 (36 Wo.)Christ | |
| 2007 | How Can I Keep from Singing See the Morning                                         | — | Christ4 (25 Wo.)Christ | |
| 2007 | Amazing Grace (My Chains Are Gone) See the Morning                                  | US— ×2DoppelplatinUS | Christ2 (38 Wo.)Christ | Verkäufe: + 2.000.000                                                                              |
| 2008 | Jesus Messiah Hello Love                                                            | US— GoldUS | Christ3 (42 Wo.)Christ | Verkäufe: + 500.000                                                                                |
| 2009 | I Will Rise Hello Love                                                              | US— PlatinUS | Christ4 (40 Wo.)Christ | Verkäufe: + 1.000.000                                                                              |
| 2009 | Sing, Sing, Sing Hello Love                                                         | — | Christ6 (26 Wo.)Christ | |
| 2009 | God of This City Hello Love                                                         | — | Christ28 (20 Wo.)Christ | |
| 2010 | Our God And If Our God Is for Us …                                                  | US— PlatinUS | Christ1 (39 Wo.)Christ | Verkäufe: + 1.000.000                                                                              |
| 2010 | I Will Follow And If Our God Is for Us …                                            | US— PlatinUS | Christ2 (42 Wo.)Christ | Verkäufe: + 1.000.000                                                                              |
| 2011 | I Lift My Hands And If Our God Is for Us …                                          | US— GoldUS | Christ1 (33 Wo.)Christ | Verkäufe: + 500.000                                                                                |
| 2011 | How Great is Our God (World Edition) How Great Is Our God: The Essential Collection | — | Christ38 (22 Wo.)Christ | |
| 2012 | Whom Shall I Fear (God of Angel Armies) Burning Lights                              | US— PlatinUS | Christ1 (52 Wo.)Christ | Verkäufe: + 1.000.000                                                                              |
| 2013 | God’s Great Dance Floor Burning Lights                                              | — | Christ9 (26 Wo.)Christ | Erstveröffentlichung: 4. Januar 2013                                                               |
| 2014 | Waterfall Love Ran Red                                                              | — | Christ8 (22 Wo.)Christ | Erstveröffentlichung: 13. Mai 2014                                                                 |
| 2014 | Jesus Loves Me Love Ran Red                                                         | — | Christ6 (28 Wo.)Christ | Erstveröffentlichung: 16. September 2014                                                           |
| 2014 | Lay Me Down Passion: White Flag                                                     | — | Christ47 (2 Wo.)Christ | mit Matt Redman                                                                                    |
| 2015 | At the Cross (Love Ran Red) Love Ran Red                                            | US— GoldUS | Christ5 (41 Wo.)Christ | Verkäufe: + 500.000                                                                                |
| 2015 | Good Good Father Never Lose Sight                                                   | US— ×2DoppelplatinUS | Christ1 (42 Wo.)Christ | Erstveröffentlichung: 2. Oktober 2015 Verkäufe: + 2.000.000                                        |
| 2015 | He Shall Reign Forevermore Adore: Christmas Songs of Worship                        | — | Christ8 (6 Wo.)Christ | |
| 2016 | Jesus Never Lose Sight                                                              | — | Christ4 (27 Wo.)Christ | Erstveröffentlichung: 15. Juli 2016                                                                |
| 2017 | Home Never Lose Sight                                                               | US— GoldUS | Christ4 (28 Wo.)Christ | Erstveröffentlichung: 30. September 2016 Verkäufe: + 500.000                                       |
| 2017 | Noel Adore: Christmas Songs of Worship                                              | US— GoldUS | Christ4 (7 Wo.)Christ | Verkäufe: + 500.000; feat. Lauren Daigle                                                           |
| 2018 | Resurrection Power Holy Roar                                                        | — | Christ6 (27 Wo.)Christ | Erstveröffentlichung: 12. Januar 2018                                                              |
| 2018 | Nobody Loves Me Like You Holy Roar                                                  | — | Christ15 (26 Wo.)Christ | Erstveröffentlichung: 17. August 2018                                                              |
| 2018 | Is He Worthy? Holy Roar                                                             | — | Christ12 (26 Wo.)Christ | Erstveröffentlichung: 28. September 2018                                                           |
| 2020 | Thank You Lord Chris Tomlin & Friends                                               | US— GoldUS | Christ11 (26 Wo.)Christ | Erstveröffentlichung: 26. Juni 2020 Verkäufe: + 500.000; feat. Thomas Rhett & Florida Georgia Line |
| 2020 | Who You Are to Me Chris Tomlin & Friends                                            | — | Christ2 (31 Wo.)Christ | Erstveröffentlichung: 26. Juni 2020 feat. Lady A                                                   |
| 2020 | Be the Moon Chris Tomlin & Friends                                                  | — | Christ30 (5 Wo.)Christ | Erstveröffentlichung: 17. Juli 2020 feat. Brett Young & Cassadee Pope                              |
| 2021 | God Who Listens Chris Tomlin & Friends                                              | — | Christ13 (26 Wo.)Christ | Erstveröffentlichung: 5. Februar 2021 feat. Thomas Rhett                                           |
| 2021 | I See You Always                                                                    | — | Christ31 (2 Wo.)Christ | Erstveröffentlichung: 6. August 2021 mit Brandon Lake                                              |
| 2021 | Emmanuel God with Us (Live) Emmanuel: Christmas Songs of Worship                    | — | Christ35 (2 Wo.)Christ | Erstveröffentlichung: 10. September 2021                                                           |
| 2022 | Always                                                                              | — | Christ6 (31 Wo.)Christ | Erstveröffentlichung: 29. März 2022                                                                |
| 2022 | Holy Forever Always                                                                 | US— PlatinUS | Christ1 (80 Wo.)Christ | Erstveröffentlichung: 15. Juli 2022 Verkäufe: + 1.000.000                                          |
| 2025 | The First Hymn –                                                                    | — | Christ49 (1 Wo.)Christ | Erstveröffentlichung: 11. April 2025                                                               |
| 2025 | The First Hymn –                                                                    | — | Christ38 (2 Wo.)Christ | Erstveröffentlichung: 11. Juli 2025                                                                |
| Folgende Lieder erschienen nicht als Single, wurden aber durch das Album zum Download und Streaming bereitgestellt und konnten somit eine Platzierung erlangen: |                                                                                     | | | |
| |                                                                                     | | | |
| 2009 | Emmanuel (Hallowed Manger Ground) Glory in the Highest: Christmas Songs of Worship  | — | Christ7 (5 Wo.)Christ | |
| 2009 | Joy to the World (Unspeakable Joy) Glory in the Highest: Christmas Songs of Worship | — | Christ6 (5 Wo.)Christ | |
| 2009 | Hark! The Herald Angels Sing Glory in the Highest: Christmas Songs of Worship       | — | Christ41 (2 Wo.)Christ | |
| 2009 | Winter Snow Glory in the Highest: Christmas Songs of Worship                        | — | Christ14 (5 Wo.)Christ | feat. Audrey Assad                                                                                 |
| 2016 | A Christmas Alleluia Adore: Christmas Songs of Worship                              | — | Christ36 (6 Wo.)Christ | feat. Lauren Daigle & Leslie Jordan                                                                |
| 2016 | What Child Is This? Adore: Christmas Songs of Worship                               | — | Christ46 (2 Wo.)Christ | feat. All Sons & Daughters                                                                         |
| 2016 | It’s Christmas (Melody) Adore: Christmas Songs of Worship                           | — | Christ45 (2 Wo.)Christ | |
| 2017 | Adore Adore: Christmas Songs of Worship                                             | — | Christ17 (5 Wo.)Christ | |
| 2018 | Holy Roar                                                                           | — | Christ38 (2 Wo.)Christ | |
| 2019 | Christmas Day Christmas Day: Christmas Songs of Worship                             | — | Christ20 (4 Wo.)Christ | mit We the Kingdom                                                                                 |
| 2020 | Sing Chris Tomlin & Friends                                                         | — | Christ32 (3 Wo.)Christ | feat. Russell Dickerson & Florida Georgia Line                                                     |
| 2020 | Forever Home Chris Tomlin & Friends                                                 | — | Christ48 (1 Wo.)Christ | feat. Florida Georgia Line                                                                         |
| 2020 | Miracle of Love Miracle of Love: Christmas Songs of Worship                         | — | Christ35 (4 Wo.)Christ | |
| 2021 | Good to Be Loved by You Chris Tomlin & Friends: Summer EP                           | — | Christ34 (1 Wo.)Christ | mit Tyler Hubbard                                                                                  |
| 2022 | Strongholds Always                                                                  | — | Christ27 (7 Wo.)Christ | |

Weitere Singles
- 2001: Forever
- 2002: Enough
- 2005: The Way I Was Made

### Als Gastmusiker
| Jahr | Titel Album                                   | Höchstplatzierung, Gesamtwochen, AuszeichnungChartplatzierungen (Jahr, Titel, Album, Platzierungen, Wochen, Auszeichnungen, Anmerkungen) | Höchstplatzierung, Gesamtwochen, AuszeichnungChartplatzierungen (Jahr, Titel, Album, Platzierungen, Wochen, Auszeichnungen, Anmerkungen) | Anmerkungen |
| Jahr | Titel Album                                   | US | Christ | Anmerkungen |
| --- | --------------------------------------------- | --- | --- | --- |
| 2012 | White Flag Passion: White Flag                | — | Christ8 (20 Wo.)Christ | Passion feat. Chris Tomlin                                                                                      |
| 2020 | Be a Light –                                  | US42 Platin · (22 Wo.)US | — | Erstveröffentlichung: 30. März 2020 Thomas Rhett feat. Reba McEntire, Hillary Scott, Chris Tomlin & Keith Urban |
| 2021 | As for Me Act Justly, Love Mercy, Walk Humbly | — | Christ28 (4 Wo.)Christ | Pat Barrett feat. Chris Tomlin                                                                                  |
| Folgende Lieder erschienen nicht als Single, wurden aber durch das Album zum Download und Streaming bereitgestellt und konnten somit eine Platzierung erlangen: |                                               | | | |
| |                                               | | | |
| 2024 | The Cross Rebel                               | — | Christ12 (32 Wo.)Christ | Anne Wilson feat. Chris Tomlin                                                                                  |

Weitere Gastbeiträge
- 2006: Son of God (Starfield feat. Chris Tomlin)

## Statistik

### Chartauswertung
|                     | US     | Christ         |
| ------------------- | ------ | -------------- |
| Nummer-eins-Alben   | US1US  | Christ8Christ  |
| Top-10-Alben        | US4US  | Christ14Christ |
| Alben in den Charts | US14US | Christ20Christ |

|                       | US    | Christ         |
| --------------------- | ----- | -------------- |
| Nummer-eins-Singles   | US—US | Christ7Christ  |
| Top-10-Singles        | US—US | Christ29Christ |
| Singles in den Charts | US1US | Christ58Christ |

### Auszeichnungen für Musikverkäufe
Anmerkung: Auszeichnungen in Ländern aus den Charttabellen bzw. Chartboxen sind in ebendiesen zu finden.
| Land/RegionAuszeichnungen für Musikverkäufe (Land/Region, Auszeichnungen, Verkäufe, Quellen) | Gold       | Platin       | Verkäufe   | Quellen  |
| -------------------------------------------------------------------------------------------- | ---------- | ------------ | ---------- | -------- |
| Vereinigte Staaten (RIAA)                                                                    | 14× Gold14 | 13× Platin13 | 20.000.000 | riaa.com |
| Insgesamt                                                                                    | 14× Gold14 | 13× Platin13 |            |          |